# بطولة العالم للدراجات على المضمار 1907
بطولة العالم للدراجات على المضمار 1907 هي الدورة ال15 من بطولة العالم للدراجات على المضمار، أجريت في باريس، فرنسا.

## النتائج النهائية
| المسابقة                              | ذهبية                 | فضية                | برونزية                        |
| ------------------------------------- | --------------------- | ------------------- | ------------------------------ |
| الرجال                                |                       |                     |                                |
| السرعة الفردية                        | Emile Friol (FRA)     | هنري ماير (GER)     | Walter Rütt (GER)              |
| سباق مطاردة الدراجة النارية للهواة    | ليونارد ميريديث (GBR) | Victor Tubbax (BEL) | Maurice Brocco (FRA)           |
| سباق مطاردة الدراجة النارية للمحترفين | Louis Darragon (FRA)  | كاريل Verbist (BEL) | Georges Parent (cyclist) (FRA) |